# Racibórz

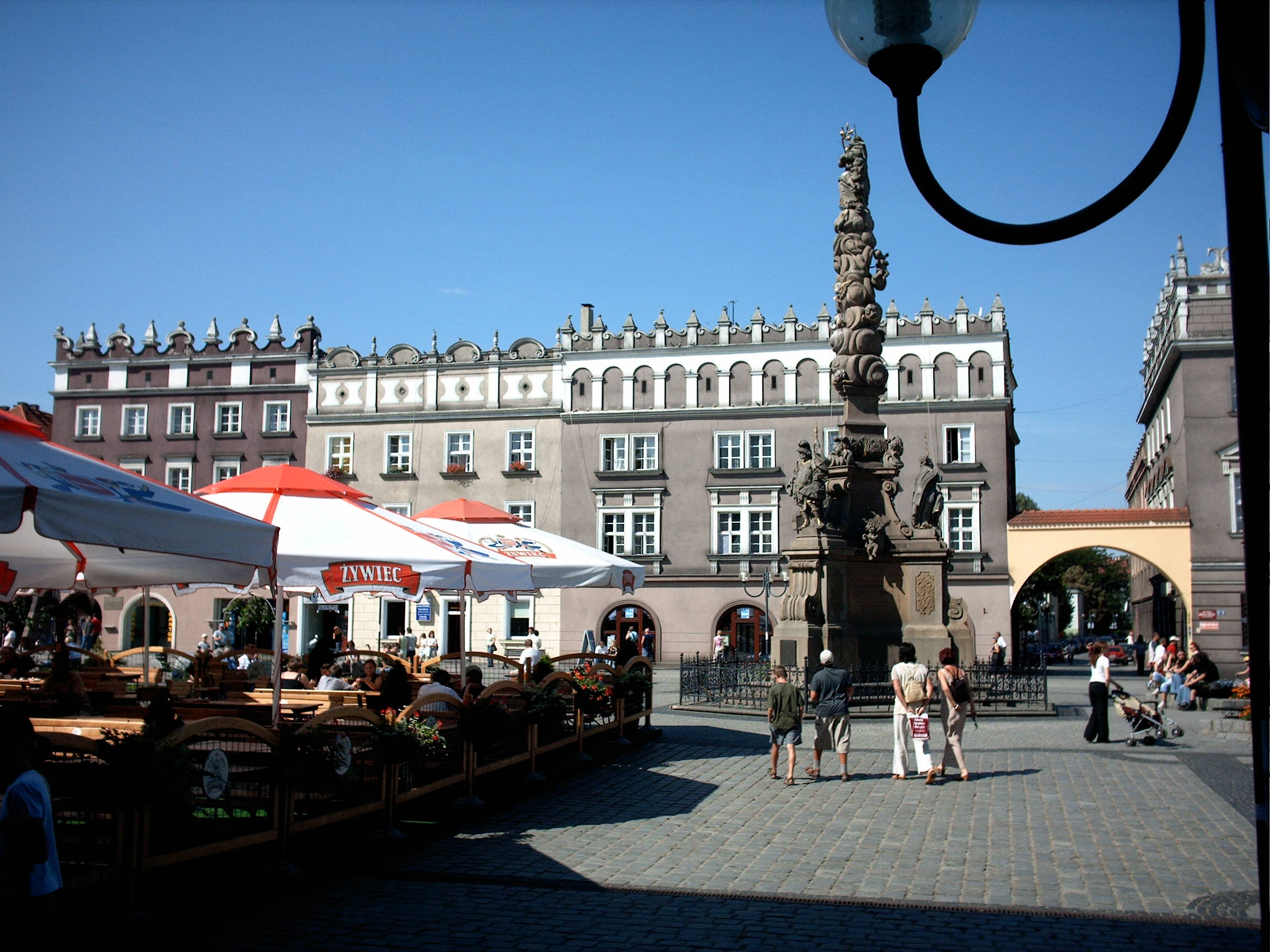
Centrum van Racibórz

Racibórz ([raˈʨibuʃ]; Duits: Ratibor) is een stad in het Poolse woiwodschap Silezië, gelegen in de powiat Raciborski. De oppervlakte bedraagt 74,96 km², het inwonertal 60.218 (2006).

## Geschiedenis
Racibórz/Ratibor was een weerbare bevestiging bij een voorde in de Oder die al vroeg omstreden werd als strategisch belang voor zowel de Poolse, Silezische , Boheemse en Moravische vorsten. In 1137 werd de plaats bij verdrag aan Polen toegewezen, binnen een hertogdom Ratibor. Vanaf 1202 streefden de Silezische hertogen naar steeds verdergaande autonomie en voor Ratibor betekende dit de toekenning van stadsrechten in 1217 en de vestiging van kooplieden uit het Duitse Rijk waaronder ook Vlamingen. Een jaarmarkt vanaf 1275 wijst op het belang van de stad. De stadsrechten werden volgens Maagdenburger recht uitgebreid in 1299. In 1327 gaf hertog Lestko zijn hertogdom in leen aan de Boheemse koning Johan van Luxemburg. In plaats van Pools werd Tsjechisch, naast Duits, de schriftelijke taal van het bestuur. De Dertigjarige Oorlog bracht na 1629 een zodanige verarming met zich mee dat de welvaart wegkwijnde. Toen Pruisen in 1742 Silezië op Habsburg en Oostenrijk veroverde in de Eerste Silezische Oorlog, kreeg de stad een militaire functie als grensvesting tegenover het deel van Silezië, de hertogdommen Troppau en Teschen, dat na de vredessluiting onder Habsburg bleef. De stad had bij het begin van het Pruisisch bestuur 1.500 inwoners. De hertogstitel van Ratibor kwam in handen van de keurvorsten van Hessen en von Hohenlohe-Waldenburg-Schillingsfürst maar de stad verloor niettemin haar functie als hun residentie. Een opleving volgde uit de opening in 1846 van de spoorlijn Wenen-Berlijn over Ratibor. De industrie begon zich toen voor de stad te interesseren. Het aantal inwoners liep op van 10.000, waarvan een tiende deel joods, halverwege de 19de eeuw tot 38.500 even voor de Eerste Wereldoorlog.
Na de Eerste Wereldoorlog moest Duitsland Opper-Silezië aan het heropgerichte Polen afstaan, maar de precieze grens zou in 1921 door een volksstemming worden bepaald. In de ‘Stadtkreis Ratibor’, waar 60% van de bevolking zich Duitstalig noemde, hoewel velen tweetalig waren, sprak zich 88% uit voor Duitsland. In de ‘Landkreis Ratibor’ (de dorpen in de wijde omgeving], voor bijna 90% Poolstalig, was dat 57%. Daarop scheidden de geallieerden de stad van haar achterland, dat bij Polen werd gevoegd. Niettemin groeide de bevolking door tot 50.000 met annexatie van enkele dorpen en de uitbreiding van de militaire functies die werden ingesteld voor het strategisch gelegen drielandenpunt dat Ratibor na 1921 was geworden.
Vanaf januari 1945 vluchtte een deel van de bevolking naar het westen voor de komst van het Sovjet-leger. Poolse autoriteiten namen het gezag over. Degenen die toen nog aanwezig waren moesten later vertrekken als zij geen Pools konden spreken (zie Verdrijving van Duitsers na de Tweede Wereldoorlog.
Eind maart werd de stad stormenderhand ingenomen en voor 80% verwoest. Daar volgden plunderingen en werd de stad leeggeroofd. Sinds 1999 wordt de 31ste maart niet meer als de ‘dag der bevrijding’ gevierd. De ruïnes van de binnenstad zijn door nieuwbouw vervangen. In 1990 bereikte de stad een inwonertal van 65.000 en daarna zakte dit aantal naar 60.000.
In 1997 liep de stad onder water door het hoogste waterpeil van de Oder ooit gemeten.

## Verkeer en vervoer
- Station Lukasine
- Station Racibórz
- Station Ratibor Plania
- Station Ratibor Stadtwald

## Geboren in Ratibor-Racibórz
- Alberich Mazak (1609–1661), priester in Heiligenkreuz, en componist aan het keizerlijke hof in Wenen
- Joseph von Eichendorff (1788-1857), dichter uit de Romantiek, auteur van romans, novellen en beoefenaar van liedkunst, werd geboren op het nabijgelegen, in 1945 verwoeste, slot Lubowitz en ging naar school in de stad Ratibor.
- Carl Wolfgang von Ballestrem (1801–1879), industriemagnaat in het mijnbouwgebied van Opper-Silezië, lid van het Pruisische ‘Herrenhaus’
- Karl von Hänisch (1829–1908), Pruisisch generaal
- Georg Wichura (1851–1923), keizerlijk generaal, o.m. in de Bokseropstand in China
- Johann Sapletta (1853–1918), afgevaardigde in de Rijksdag voor de katholieke ‘Zentrumspartei’
- Arnold Mendelssohn (1855–1933), componist met name van lutherse kerkmuziek
- Felix Langer (1859–1940), keizerlijk generaal in de Eerste Wereldoorlog aan het westfront
- Friedrich Karl Johannes Thiele (1865–1918), hoogleraar chemie aan de ‘Kaiser-Wilhelms-Universität’ in Straatsburg
- Lothar Fritsch (1871–1951), keizerlijk officier, Wehrmacht-generaal en ‘SS-Gruppenführer’
- Else Berg (1877–1942), vertrok naar Nederland en werd schilderes in de Bergense school, als joodse gedeporteerd en vermoord in het KZ Auschwitz
- Arthur Löwenstamm (1882–1965), rabbijn, vluchtte in 1939 naar Engeland, daar mede-oprichter van het 'Leo Baeck Instituut' voor Joods-Duitse geschiedenis
- Frederick (Fritz) Haussmann (1885–1955) advocaat vluchtte als jood naar Amerika, werd hoogleraar in New Jersey
- Christa Randzio-Plath (1940), lid voor de SPD van het Europarlement
- Alina Cyranek (1979), filmregisseur en videokunstenares in Leipzig
- Justyna Święty (1992), atlete en olympisch kampioene

## Monumenten
- Sint-Jacobuskerk

## Partnersteden
- Opava (Tsjechië), sinds 1991
- Roth bei Nürnberg (Duitsland), sinds 1992
- Kaliningrad (Rusland), sinds 2002
- Leverkusen (Duitsland), sinds 2002
- Tysmienica (Oekraïne), sinds 2004
- Kędzierzyn-Koźle (Polen), sinds 2005